# أوسكار دياز غونزاليس
أوسكار دياز غونزاليس (بالإسبانية: Óscar Díaz González)‏ (24 أغسطس 1984 بمدريد في إسبانيا - ) هو لاعب كرة قدم إسباني في مركز الهجوم. لعب مع ريال بلد الوليد وريال مايوركا وريال مدريد كاستيا وريكرياتيفو وسلتا فيغو ونادي ألكوركون ونادي ألميريا ونادي إلتشي ونادي جيرونا ونادي خيريث ونادي لوغو ونومانسيا.

## وصلات خارجية
- أوسكار دياز غونزاليس على موقع قاعدة بيانات كرة القدم.إي يو (الإنجليزية)
- أوسكار دياز غونزاليس على موقع Soccerbase.com (لاعب) (الإنجليزية)
- أوسكار دياز غونزاليس على موقع Soccerway.com (الإنجليزية)
- أوسكار دياز غونزاليس على موقع AS.com (الإسبانية)